# Relaciones Chile-Finlandia
Las relaciones entre Chile y Finlandia son las relaciones exteriores entre Chile y Finlandia. Chile reconoció la independencia de Finlandia el 17 de junio de 1919. Las relaciones diplomáticas entre ellos se establecieron en 1931 y se han mantenido continuamente, a pesar de las presiones ocasionales para descontinuarlos. Ambos países mantienen embajadores residentes en ambas capitales
.

## Relaciones diplomáticas

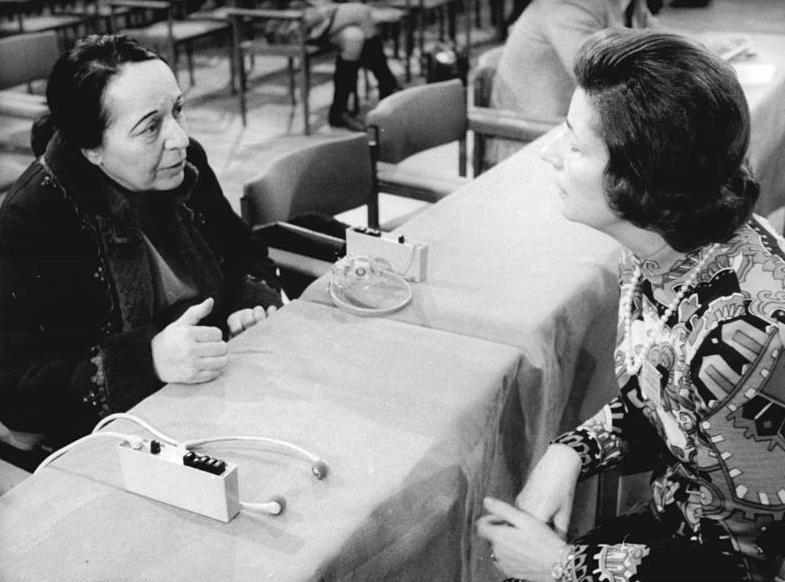
La Comisión Internacional de Investigación de los Delitos de la Junta Militar en Chile, que celebró una reunión en Dipoli en Espoo en 1974

El primer embajador no residente de Finlandia en Chile fue G.A. Gripenberg, residente en Buenos Aires, Argentina, quien fue nombrado embajador después de las relaciones diplomáticas se establecieron el 20 de febrero de 1931. Hasta 1991 Finlandia estaba representada en Chile a través de su embajada en Buenos Aires, Argentina. Finlandia tiene una embajada en Santiago de Chile, tres consulados honorarios en Antofagasta, Concepción y Punta Arenas. A comienzos de los años setenta, se estableció por primera vez una representación permanente a nivel inferior al de embajada.
Inicialmente, Chile estaba representado en Finlandia a través de sus embajadas en Estocolmo, Suecia y Oslo, Noruega. Lucio Parada Dagnino fue nombrado embajador residente en 1991 y Chile abrió una embajada en Helsinki en ese año. 

Las relaciones diplomáticas se mantuvieron durante la Segunda Guerra Mundial a pesar de que Finlandia se alió con las Potencias del Eje. El Golpe de Estado en Chile de 1973 y la dictadura militar de Augusto Pinochet presionaron en ambos países para cortar lazos diplomáticos, aunque la postura del gobierno finlandés no era de reconocer regímenes de gobierno, sino países. Las relaciones mejoraron después de la transición chilena a la democracia.
Bajo Salvador Allende, Chile mantuvo relaciones diplomáticas con los países socialistas de Europa Oriental, incluyendo la República Democrática Alemana. Después del golpe chileno de 1973, estas relaciones fueron cortadas. A Finlandia se le encomendó la responsabilidad de representar a los intereses de Alemania del Este en Chile.

### Visitas de Estado

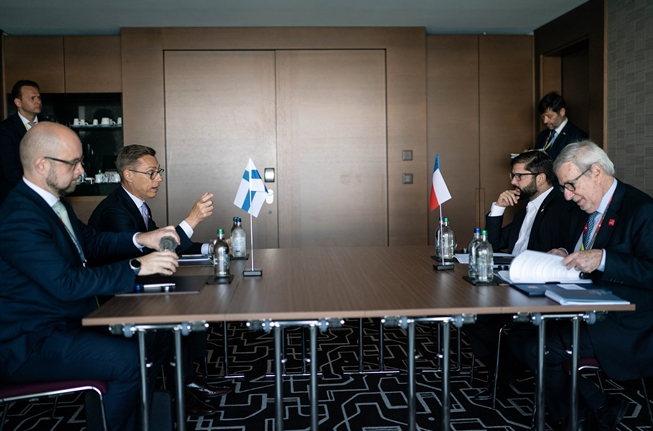
Encuentro bilateral encabezado por los presidentes de Chile, Gabriel Boric, y de Finlandia, Alexander Stubb, en junio de 2024.

Tres de los cuatro presidentes chilenos post-Pinochet han hecho visitas de Estado a Finlandia, Patricio Aylwin visitó Finlandia en 1993, Ricardo Lagos en 2002 y Michelle Bachelet en 2007. Los presidentes finlandeses hicieron dos visitas estatales a Chile, Martti Ahtisaari visitó Chile en 1997 y Tarja Halonen en 2003, asistiendo también a la inauguración del presidente Ricardo Lagos en marzo de 2000.

## Lazos culturales
El gobierno socialista de Salvador Allende fue una inspiración para los grupos izquierdistas en Finlandia, incluyendo el Taistoist. El golpe de Estado de 1973 produjo a Finlandia la primera ola de refugiados fuera de Europa y creó un movimiento de solidaridad.
. Una sociedad de amistad (Sociedad de amistad), Suomi-Chile-Seura (Seomi) se estableció en 1973 para apoyar a los refugiados. La futura presidenta Tarja Halonen fue la presidenta de la sociedad en la década de 1980 y es su presidente honorario.
La Comisión Internacional de Investigación de los Delitos de la Junta Militar en Chile celebró múltiples sesiones en Finlandia, incluyendo su primera sesión en 1974 en Dipoli, Espoo, y su cuarta sesión en 1976 en la Finlandia Hall en Helsinki.

## Relaciones económicas
Los enlaces de comunicación directa entre Finlandia y Chile se establecieron por primera vez hacia 1850, cuando los finlandeses "Sitka clippers" comenzaron a servir a la América rusa y Kamchatka, con paradas regulares en Valparaíso. [cita requerida]
Los lazos económicos entre Chile y Finlandia se centran en el cobre y la silvicultura. Chile es el líder mundial en la producción de cobre, mientras que Finlandia ha sido el líder mundial en la tecnología de extracción de cobre. La fundición de destello fue desarrollada en Finlandia por Outokumpu a finales de los años 40 y ahora es el proceso estándar para refinar los minerales que contienen azufre. Outokumpu ha proporcionado tecnología a la industria chilena del cobre a partir de los años 60 y poseía el 50% de una mina de cobre en Zaldívar. Otras compañías que sirven a la industria minera chilena son Metso, Tamrock, Larox y Outotec, antes la división de tecnología de Outokumpu.

A principios de los años 2000, Outokumpu era un socio prospectivo de la Corporación Nacional del Cobre, Codelco, en su proyecto de mil millones de dólares para construir una fundición de cobre y refinería en la ciudad portuaria de Mejillones para manejar el mineral de la mina de Chuquicamata.
 La empresa fue impulsada durante la visita de estado del presidente Halonen en 2003.
En mayo de 2009, la finlandesa Stora Enso y la chilena Celulosa Arauco y Constitución anunciaron un acuerdo de 253 millones de euros que haría de su empresa conjunta el mayor terrateniente en Uruguay.
En 1993, investigadores finlandeses fueron enviados a Chile para recolectar datos sobre las operaciones madereras, que iniciaron una relación continua entre la cooperación finlandesa-chilena en materia forestal.

En 2003, ambos países se reunieron varias veces para discutir oportunidades de negocios y "la economía chilena y las perspectivas de inversión para las principales empresas finlandesas".

### Comercio

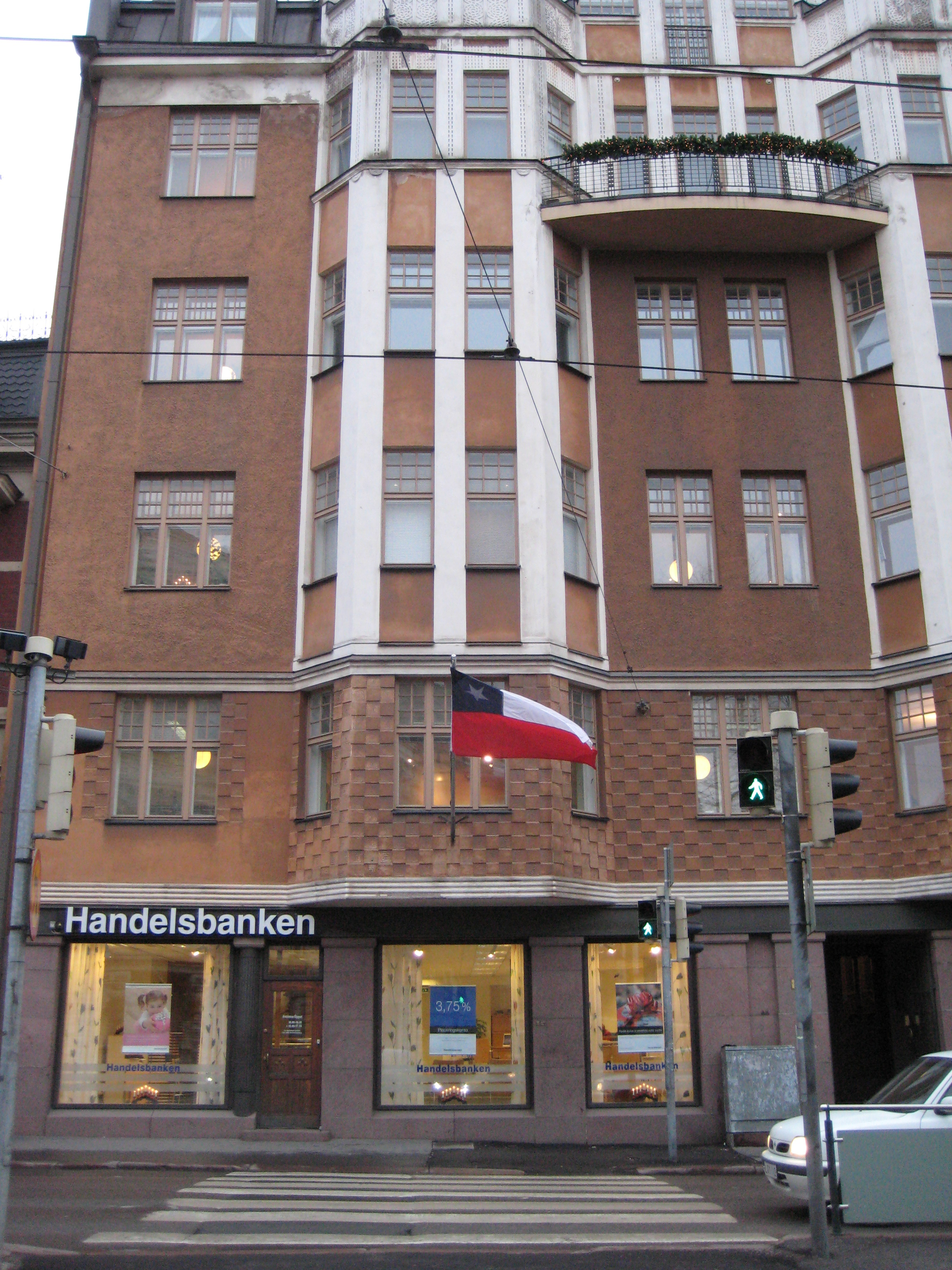
Embajada de Chile en Helsinki

Chile es el segundo mayor socio comercial de Finlandia en América Latina, después de Brasil, cuya principal importación es el cobre, seguido de frutas y vinos.
 El mineral de cobre chileno es la principal fuente de mineral extranjero para la refinería Outokumpu (ahora Boliden) en Harjavalta. Las exportaciones finlandesas a Chile varían considerablemente de un año a otro, debido a que están relacionadas estrechamente con las industrias mineras y forestales de Chile.

En 2023, el intercambio comercial entre ambos países ascendió a los 433 millones de dólares estadounidenses, lo que supuso un -4,1% de crecimiento promedio anual en los últimos cinco años. Los principales productos exportados por Chile fueron cobre, zinc y vinos, mientras que Finlandia exportó mayoritariamente papel para acanalar, ácido sulfúrico y partes para maquinarias industriales.

## Misiones diplomáticas
- Chile tiene una embajada en Helsinki.
- Finlandia tiene una embajada en Santiago.

## Literatura
- Jussi Pakkasvirta & Jukka Aronen (editors) (1998). Kahvi, pahvi ja tango – Suomen ja Latinanaisen Amerikan suhteet. Gaudeamus. ISBN 951-662-740-4. Resumen divulgativo.